# Michalin (obwód brzeski)
Michalin (biał. Міхалін; ros. Михалин) – wieś na Białorusi, w obwodzie brzeskim, w rejonie brzeskim, w sielsowiecie Radwanicze.
Dawniej wieś i majątek ziemski. W dwudziestoleciu międzywojennym leżał w Polsce, w województwie poleskim, w powiecie brzeskim, do 18 kwietnia 1928 w gminie Radwanicze, następnie w gminie Kamienica Żyrowiecka.
Po II wojnie światowej w granicach Związku Sowieckiego. Od 1991 w niepodległej Białorusi.